# Festuca hedgei
Festuca hedgei är en gräsart som först beskrevs av Norman Loftus Bor, och fick sitt nu gällande namn av Evgenii Borisovich Alexeev. Festuca hedgei ingår i släktet svinglar, och familjen gräs.
Artens utbredningsområde är Afghanistan. Inga underarter finns listade i Catalogue of Life.